# Miasta Kajmanów
Według danych oficjalnych pochodzących z 2013 roku Kajmany posiadały 5 miast o ludności przekraczającej 10 tys. mieszkańców. Stolica kraju George Town jako jedyne miasto liczyło ponad 25 tys. mieszkańców, reszta miast poniżej 25 tys. mieszkańców.

## Największe miasta na Kajmanach
Największe miasta na Kajmanach według liczebności mieszkańców (stan na 01.01.2013):
| Lp. | Miasto      | Region        | Liczba ludności |
| --- | ----------- | ------------- | --------------- |
| 1.  | George Town | Wielki Kajman | 29 914          |
| 2.  | West Bay    | Wielki Kajman | 12 195          |
| 3.  | Bodden Town | Wielki Kajman | 11 925          |

## Alfabetyczna lista miast na Kajmanach
Spis miast na Kajmanach:
- Bodden Town
- East End
- George Town
- North Side
- West Bay

Spis pozostałych miejscowości:
- Old Man Village
- West End